# گراهام نش
گراهام نش (انگلیسی: Graham Nash؛ زادهٔ ۲ فوریهٔ ۱۹۴۲) خواننده-ترانه‌پرداز، و گیتارنواز اهل بریتانیا است. وی از سال ۱۹۵۸ میلادی تاکنون مشغول فعالیت بوده‌است.
وی همچنین برندهٔ جوایزی همچون جایزه گرمی برای بهترین هنرمند جدید شده‌است.